# Aeroportul Fuyun Koktokay
Aeroportul Fuyun Koktokay (IATA: FYN, ICAO: ZWFY) este un aeroport din Fuyun County⁠(d), Altay Prefecture⁠(d), Ili Kazakh Autonomous Prefecture⁠(d), Xinjiang, Republica Populară Chineză. Aeroportul a fost tranzitat în 2022 de 24.054 de pasageri. A fost deschis în 1 august 2015.
aeroportul dispune de o singură pistă.